# ハンス・ボルツ
ハンス・ボルツ（ドイツ語: Hanns Bolz, 1885年1月22日 - 1918年7月4日）は、ドイツの画家、イラストレータ、版画家である。表現主義などのスタイルの画家であった。

## 略歴
ベルギー、オランダとの国境の街、アーヘンで生まれた。アーヘンやケルンの学校で学んだ後、1905年から1908年の間、デュッセルドルフ美術アカデミーで学んだ。その後パリに出て3年間修業し、モンマルトルでかつてパブロ・ピカソが借りていたスタジオを借り、パリで活動するドイツ人画家が多く集まったカフェ「ル・ドーム」の常連になり、ハンス・プルマン(1880–1966)やルドルフ・レヴィ(1875-1944)と知り合った。画商のアルフレート・フレヒトハイム(Alfred Flechtheim)とも知り合い、フレヒトハイムはこの後、ボルツの作品の代理人となった。
1911年から1912年の間はミュンヘンに住み、雑誌「Komet」のイラストレーターとしても働いた。 ミュンヘンでは画家のリヒャルト・ゼーヴァルト(Richard Seewald: 1889-1976)や女優のエミー・ヘニングス(Emmy Hennings: 1885-1948)と知り合い、フランツ・マルク (1880–1916)とワシリー・カンディンスキー(1866-1944)を中心とした美術家グループ「青騎士」のメンバーとも親しくなった。1912年には再びパリに移り、モンパルナスにスタジオを借り、活動した。この頃はマドリードやロンドン、ヴェネツィア、オスロへも旅した。
1913年にベルリンで開かれた当時の前衛美術の作品を展示した大規模な展覧会「Erster Deutscher Herbstsalon（最初のドイツ秋季展）」に参加した画家の一人となった。
第一次世界大戦が始まると、徴兵され、前線に送られ、毒ガスによって、ほとんど視力を失うことになった。1917年に兵役から解放されるが、絵の仕事をすることができなくなり、彫刻に取り組んだ。ケルンでオットー・フロイントリッヒ(1878-1943)と滞在し、マックス・エルンスト(1891-1976)にも会った。その後ミュンヘンに戻ったが、健康を悪化させ1918年に療養所に入院し、そこで33歳で亡くなった。
没後の1937年、ボルツの作品は、ナチスの「退廃芸術」に指定され、何点かは公的な美術館から没収された。

## 作品

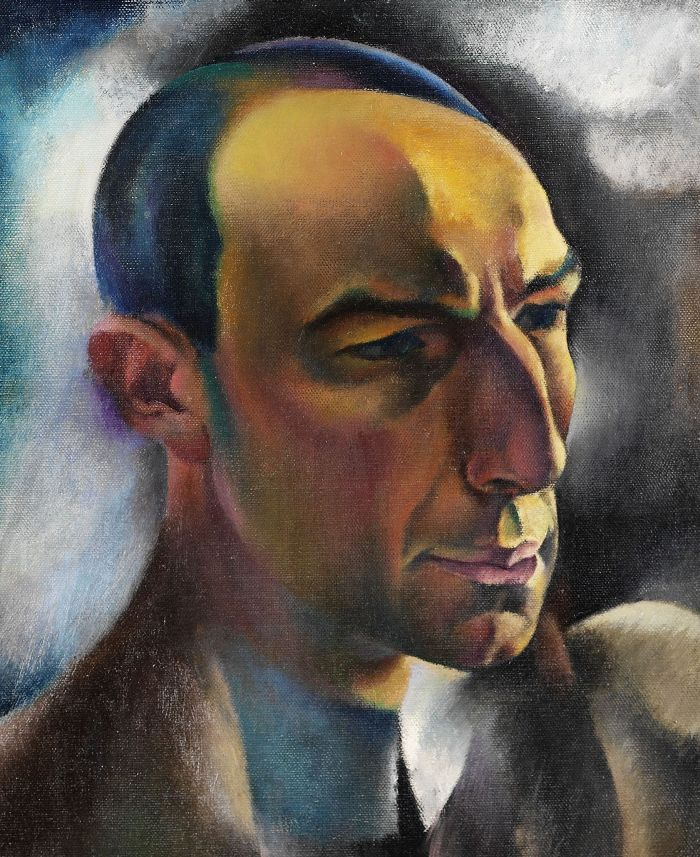
アルフレート・フレヒトハイム(1910)
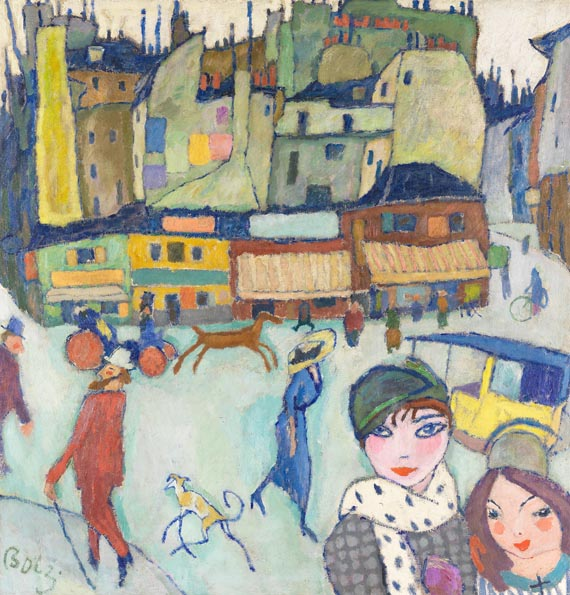
モンマルトル (1910)
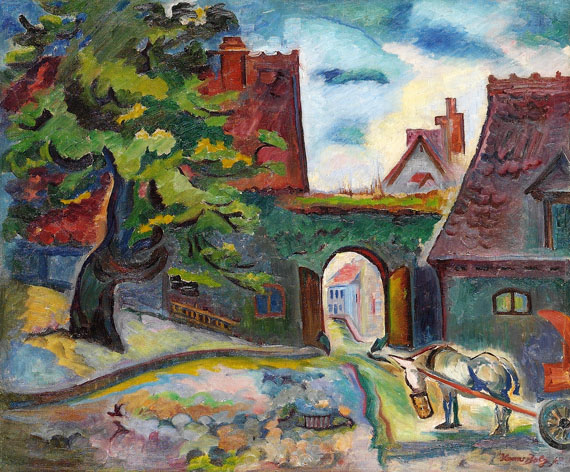
荷車を引くロバ (1903)
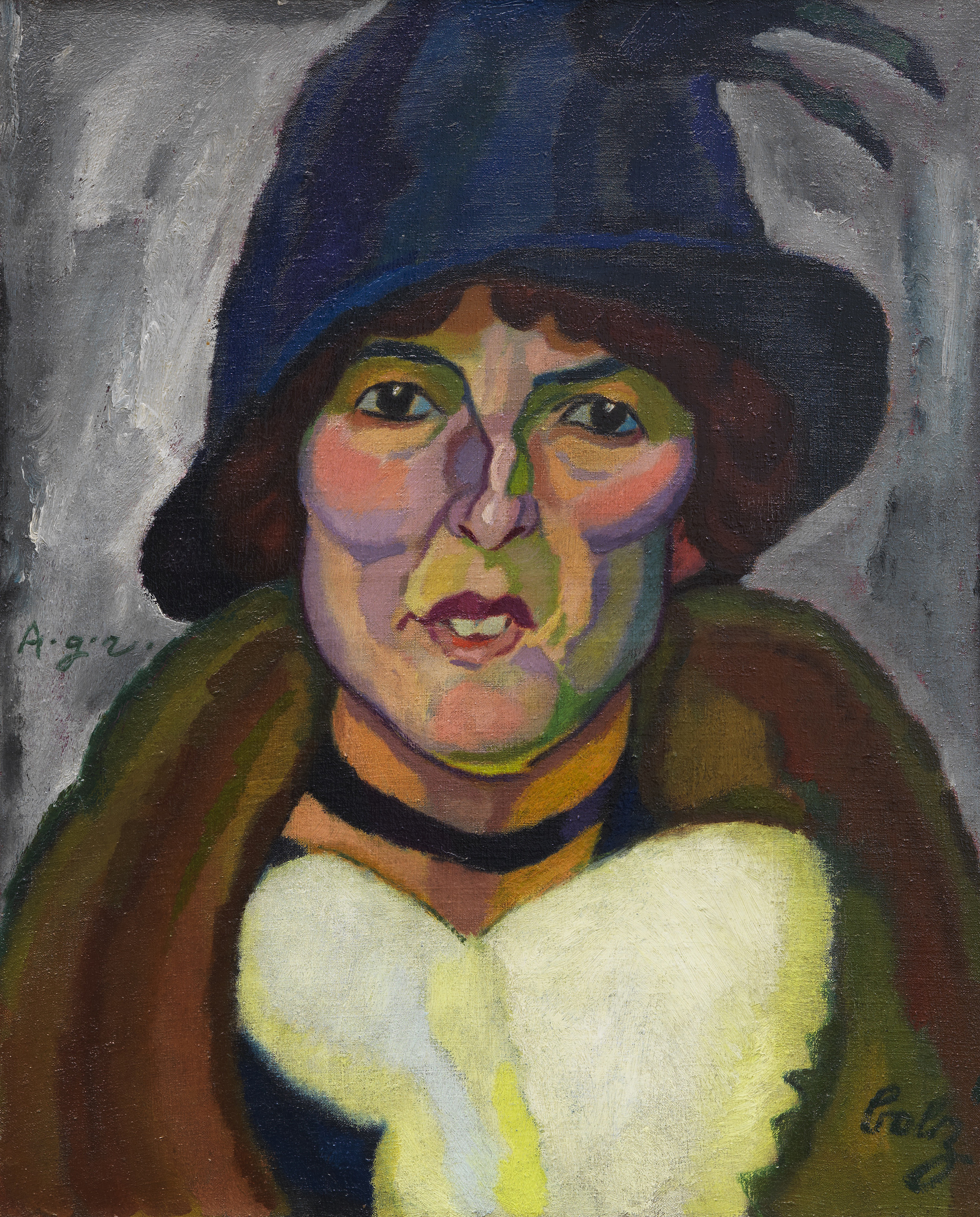
帽子を被った女性 (1912/1913)